# Stradivarius (бренд)
Stradivarius је шпанска продавница женске одеће брзе моде из Барселоне. Stradivarius је присутан са 915 продавница у 62 земље.